# Аспергільоз
Аспергільо́з — захворювання органів дихання тварин і людей, яке спричинює пліснявий гриб Aspergillus niger з роду аспергіл. Його відносять у людей до опортуністичних інфекцій.
Основне місце скупчення грибів роду Aspergillus у природі — органічні маси, що погнили, вологі приміщення, болотисті місцевості, верхня частина перегною. Aspergillus було виділено з ґрунту, повітря і навіть сірчаних джерел і дистильованої води.

## У тваринництві
Найбільше уражена аспергільозом свійська і дика птиця, особливо молодняк. Хворі птахи мляві, сонливі, дихання у них прискорене, утруднене. Дорослі особини хворіють кілька тижнів, молодняк здебільшого гине. Джерело зараження — запліснявілі корми і підстилка, повітря, в якому є спори гриба.
Профілактичні заходи: доброякісні корми, світло, чиста підстилка, дезінфекція і добра вентиляція приміщення, ізоляція хворих тварин. Заражені яйця для інкубації непридатні. На аспергільоз може захворіти також людина.

## У бджільництві
Аспергільоз, або кам'яний розплід — інфекційне захворювання бджолиного розплоду, але іноді й дорослих особин. Основним збудником є жовтий пліснявий гриб Aspergillus flavus, іноді чорний Aspergillus niger.

### Ознаки хвороби
Спори аспергіл постійно знаходяться в повітрі, і легко розносяться вітром і бджолами. Потрапляючи у вулику на стільники, пергу чи личинок, за сприятливих умов у вулику, починають розвиватися. Через 1-2 дні вкривають уражену поверхню білим нальотом, який потім, після дозрівання спор, змінює забарвлення на жовто-зеленкуватий (у випадку із Aspergillus niger наліт стає чорним). Личинки заражаються перорально і через шкіру. Після проростання міцелію всередині, личинки гинуть, потім висихають і тверднуть, не прилипають до комірок, і легко випадають.
Найчастіше захворювання спостерігається наприкінці зими і весною. Ступінь зараженості залежить від вологості всередині вулика.
Дорослі бджоли на ранніх етапах хвороби спочатку виглядають занепокоєними, а потім кволими, погано тримаються на поверхні вулика і стільників. Мертві бджоли залишаються у вулику, їх черевця характерно щільні і тверді, потім, якщо здорові особини не видалять мертвих бджіл із вулика, пліснява проростає крізь стінки і вкриває тіла білим нальотом.

### Профілактика
Зважаючи на той факт, що розвитку аспергіл сприяє вологість, пасіку слід розташовувати на сухих і сонячних місцях, а зимівники облаштовувати доброю вентиляцією і підтримувати вологість не вище 80-85% при температурі 0-4 °C.

### Заходи боротьби
Єдиного методу лікування не розроблено, рекомендується проводити загальні профілактичні заходи: видаляють рамки із надто ураженим розплодом або пергою, замінюють утеплення на свіже й сухе, переселяють сім'ю у сухі вулики, забезпечують достатньою кількістю якісного корму. Вибракувані рамки і вулики 5-процентним розчином формаліну, або термічними методами (пропалюють полум'ям горілки/паяльної лампи).
При роботі із хворими сім'ями слід дотримуватися також і особистої безпеки, так як люди також можуть хворіти на аспергільоз. Робітникам рекомендується одягати вологі марлеві пов'язки на ніс і рот.

## Алергічний бронхолегеневий аспергільоз
Хронічне інфекційно-алергічне захворювання бронхів та легень людини, спричинене грибами роду Aspergillus. Проявляється залученням переважно системи органів дихання як наслідок алергічної перебудови. Гриби роду Aspergillus викликають пошкодження легень (ерозію легеневої тканини/ виникнення каверн). Це призводить до втрати функції легень та утруднення дихання. Аспергільоз часто вражає людей, які страждають на важку форму астми.

### Епідеміологія
Зустрічається в усіх регіонах світу. Серед людей з хронічними захворюваннями органів дихання 5–10% з аспергільозом, в тому числі серед хворих на туберкульоз і бронхіальну астму. У 82,3% випадків аспергільоз діагностують після смерті таких хворих.
У Великобританії бронхолегеневий аспергільоз зареєстровано у 10–20% пацієнтів з бронхіальною астмою, що становить 50% легеневих еозинофілій. У США бронхолегеневий аспергільоз діагностують у 1–2% пацієнтів з бронхіальною астмою і у 2–5% з муковісцидозом.

### Патогенез
Тяжкість аспергільозу визначається різними чинниками, але одним з найважливіших є стан імунної системи людини. Внаслідок тривалої присутності Aspergillus у бронхах, активується  процес синтезу IgG та IgE. IgE опосередковує реакцію негайного типу, внаслідок чого виникають:
- бронхоспазм,
- еозинофілія.

До класу IgG належать наявні у крові пацієнтів з Аспіргільозом преципітуючі антитіла. Інфільтрація еозинофілами тканин спричиняє  деструкцію легеневої тканини внаслідок токсичного впливу їх продуктів.

### Клінічна картина
Перебіг Алергічниого бронхолегеневого аспергільозу характеризується 5 послідовними стадіями:
1) гостра форма — частіше в холодну, сиру пору року у людини підвищується температура тіла, з’являється чи посилюється кашель з відходженням слизувато-гнійного мокротиння, іноді з домішкою крові та коричневими утвореннями у вигляді зліпків бронхів. Турбує  біль у грудній клітці, загальна слабкість, нездужання. У пацієнтів, що страждають на бронхіальну астму, спостерігається загострення, може розвинутися астматичний статус.
2) ремісія — констатувати ремісію можна у пацієнтів, у яких застосування преднізолону у знижених дозах привело до відсутності регіональних інфільтратів у легенях протягом 6 місяців.
3) загострення — в легенях на рентгенограмі відзначають інфільтрати і підвищення рівня IgE.
4) стероїдозалежна астма — пацієнт потребує призначення кортикостероїдів. Рівень IgE значно підвищений.
5) дифузний пневмофіброз і бронхоектази.
Представлені стадії захворювання виділені для полегшення діагностики та визначення тактики терапії, що дозволяє запобігти деструктивним змінам у легенях. Алергічний бронхолегеневий аспергільоз може обумовлювати тяжчий перебіг бронхіальної астми, а з іншого – терапія кортикостероїдами при бронхіальної астмі, сприяє колонізації грибами.

### Діагностика і лікування
Рентгенографія органів грудної клітки є первинним обстеженням вибору у пацієнтів з респіраторними симптомами або підозрою на захворювання легень. Однак багато різних причин бронхоектазів, неможливо точно діагностувати на рентгенограмах грудної клітки. Крім того, рентгенологічні ознаки легеневого аспергільозу, як правило, неспецифічні.
Для виявлення легеневих інфільтратів рекомендовано комп'ютерну томографію органів грудної клітки. Конкретні рекомендації включають наступне:
- Комп’ютерна томографія грудної клітки та бронхоскопія з бронхоальвеолярним лаважам рекомендовані пацієнтам із підозрою на легеневий інвазивний аспергільоз.
- Для діагностики рекомендується пряма мікроскопія, гістопатологія та бактеріологічні дослідження.
- Виявлення специфічних IgЕ- та/чи IgG-антитіл до аспергіл. Підвищення цих маркерів у поєднанні з клінічними та рентгенологічними даними, що вказують на інфекцію, використовуються для підтвердження Алергічного бронхолегеневого аспергільозу.
- Полімеразну ланцюгову реакцію слід розглядати в поєднанні з іншими діагностичними тестами.

Основними принципами лікування є терапія, спрямована на зниження активності збудника і зменшення ступеня сенсибілізації організму.  Кінцевою метою терапії Алергічного бронхолегеневого аспергільозу є стабільний перебіг астми і профілактика рецидивів еозинофільних інфільтратів. 
1 лютого – Всесвітній день боротьби з аспергільозом (World Aspergillosis Day)